# Peep and the Big Wide World
El mundo divertido de Peep es una serie animada estadounidense-canadiense que tiene la intención de presentar conceptos científicos a los preescolares. La serie se estrenó el 12 de abril de 2004 y llegó al último episodio el 14 de octubre de 2011, estrenándose en TLC y Discovery Kids en los Estados Unidos. En Latinoamérica, la serie se estrenó el 28 de junio de 2004 en Discovery Kids y se emitió de lunes a viernes a las 9:30 (horario de Argentina) hasta el 23 de junio de 2006 y regresó al canal el 1 de enero de 2007 y continuó emitiéndose en Discovery Kids Latinoamérica hasta que la serie fue retirada del canal en 2009.

## Formato
Ambientada en una charca, un árbol y en un cubo de lata, el programa sigue las aventuras diarias de un polluelo llamado Peep y de sus amigos Quack y Petirroja. Muy cerca de ellos se localiza un parque cercano, un lugar de grandes maravillas y misterios, que resulta ideal para iniciar una gran aventura.
Con un sentido del humor, esta serie combina a un grupo de personajes encantadores con numerosos planteamientos científicos que tienen la misión de atraer a los niños de entre tres y cinco años de edad.
Cada episodio contiene dos historias que subrayan la importancia de conceptos científicos específicos, además de dos segmentos cortos en vivo que presentan a niños de la vida real jugando y experimentando dichos conceptos en sus propios y enormes mundos. 
Después, cada historia animada es seguida por un videoclip de niños explorando un tópico científico relacionado, con el episodio por supuesto, como por ejemplo, las sombras, el agua o las cosas que ruedan. Estos video-clips pueden ofrecerles a los padres y a los niños ideas adicionales sobre exploraciones científicas que podrían querer intentar en alguna ocasión.

## Personajes

### Personajes Principales
Peep: Es un pequeño polluelo amarillo que vive en un cubo de lata. Se lleva bien con todo el mundo y se distrae con mucha facilidad, ya sea por la caída de la hojas o los ruidos que hay a su alrededor.
Petirroja: Vive en la rama de un árbol, apenas está aprendiendo a volar y es la más realista del trío de amigos. A veces se molesta por la actitud de Quack cuando este comete alguna torpeza.
Quack: Es el mayor de los tres. Él, además de ser un pato tremendamente posesivo con su charca, tiene una opinión muy alta de sí mismo y de los patos como él en general.

## Reparto
| Personaje | Actor de voz    |
| --------- | --------------- |
| Peep      | Scott Beaudin   |
| Chirp     | Amanda Soha     |
| Quack     | Jamie Watson    |
| Narradora | Joan Cusack     |
| Newton    | Colin Fox       |
| Zorrillo  | Adrian Truss    |
| Nelie     | Marium Caravell |
| Búho      | Corinne Conley  |
| Conejo    | Jayne Eastwood  |

## Producción
Esta serie es creada por el animador canadiense Kaj Pindal, el cual está basado en su serie de libros de cuentos de 1963 de Peep and the Big Wide World, publicada por Simon y Schuster en 1963, y más tarde Western Publishing en 1964 hasta 2001, y Random House en 1998, y su cortometraje de 1988 de mismo título, El mundo divertido de Peep, producido por el National Film Board de Canadá, que a su vez se basa en el 1962 cortometraje The Peep Show.
39 años antes de la emisión de Peep and the Big Wide World, Todos los personajes, que fueron expresados por un narrador masculino, el libro de cuentos Peep and the Big Wide World emitido en la serie sindicadas Romper Room and Friends en 1964; y en CBS como un segmento del Captain Kangaroo en 1964, pero las narradores femeninos, los actores de voz para adultos, las actrices de voz para adultos, los actores de voz para niños y las actrices de voz para niños, leyeron la serie de libros de cuentos de Peep and the Big Wide World se transmitieron en el series sindicadas Romper Room and Friends de 1965 a 1994, Pinwheel de 1976 a 1991 y The Great Space Coaster de 1981 a 1986; y en CBS como un segmento en Captain Kangaroo de 1965 a 1984; y en QUBE: Channel: C-3 de 1977 a 1979, en Nickelodeon de 1979 a 1991 y en Nick Jr. de 1988 a 1991, como un segmento en Pinwheel de 1976 a 1991. La serie se estrenó el 12 de Abirl de 2004 , en Discovery Kids, y TLC. Fue producido por WGBH, 9 Story Entertainment, Eggbox LLC, Alliance Atlantis y Discovery Kids. La serie se transmitió desde el 12 de abril de 2004 , hasta el 14 de octubre de 2011 con 60 episodios producidos.